# Gavin Newsom
Gavin Christopher Newsom (San Francisco, Californië, 10 oktober 1967) is een Amerikaans politicus van de Democratische Partij. Sinds 2019 is hij de gouverneur van Californië. Daarvoor was hij tussen 2011 en 2019 luitenant-gouverneur van die staat en tussen 2004 en 2011 burgemeester van San Francisco.

## Carrière
Newson studeerde in 1989 af aan de Santa Clara-universiteit met een bachelor of arts in politicologie. Zijn PlumpJack Wine Shop, die hij in 1992 oprichtte, groeide uit tot een onderneming die miljoenen verdiende.
In 1996 werd hij door Willie Brown gekozen om in de parkeer- en vervoercommissie van San Francisco plaats te nemen en hij kreeg een jaar later een plek in de raad van toezichthouders. Newsom kreeg de aandacht van de kiezer met zijn Care Not Cash-programma, bedacht om de stad voor daklozen te laten zorgen. Hij won met 53 procent van Matt Gonzalez van de Groene Partij om burgemeester van de stad te worden. Hij volgde Willie Brown op en werd de jongste burgemeester van de stad in 100 jaar. In 2007 werd Newsom met 72 procent herverkozen.

### Luitenant-gouverneur en gouverneur
In april 2009 maakte Newsom zijn kandidatuur bekend voor het gouverneurschap van Californië in de verkiezingen van 2010. Omdat hij in de peiling achterop lag, besliste hij zijn kandidatuur in te wisselen voor die van het luitenant-gouverneurschap. Op 2 november 2010 werd hij verkozen tot luitenant-gouverneur. Op 10 januari 2011 werd hij ingezworen nadat zijn opvolger als burgemeester van San Francisco was geïnstalleerd. 
Newsom werd in 2014 herkozen als luitenant-gouverneur en diende in totaal acht jaar onder gouverneur Jerry Brown. Bij de gouverneursverkiezingen van 2018 stelde Newsom zich kandidaat om Brown op te volgen. Dit keer werd hij met een ruime meerderheid verkozen. Hij werd op 7 januari 2019 geïnaugureerd als gouverneur van Californië.

## Maatregelen

### Homohuwelijk
In 2004 haalde Californië wereldwijd het nieuws toen Newsom de districtsambtenaren de opdracht gaf om huwelijkslicenties niet te onthouden aan mensen van hetzelfde geslacht. Een rechtbank liet deze licenties later nietig verklaren. Op 15 maart 2005 besliste een rechter in Californië dat het onthouden van het huwelijk aan homoseksuelen binnen die staat in strijd was met de grondwet van Californië. Op 16 juni 2008 bevestigde het Hooggerechtshof van Californië dit.
Tegenstanders van het homohuwelijk lanceerden een campagne om in de grondwet van Californië te laten opnemen dat enkel het huwelijk tussen een man en een vrouw geldig en erkend is, en zo het recht van homokoppels om te trouwen weg te nemen ("Proposition 8"). Op 4 november 2008 keurde 52% van de kiezers van de staat dit goed. Aanvankelijk gaven de peilingen aan dat het zou weggestemd worden, maar de steun groeide nadat de Proposition 8-campagne televisiespots toonde waarin Newsom zei dat het homohuwelijk onvermijdelijk is: "This door's wide open now. It's going to happen, whether you like it or not."
Later oordeelde een federale rechtbank dat het wegnemen van dit recht strijdig was met de federale (Amerikaanse) grondwet, waardoor in 2013 homokoppels weer konden trouwen in Californië.

### Doodstraf
Op 12 maart 2019 verbood hij de uitvoering van de doodstraf in de staat Californië.
- Bibsys: 13012872
- CiNii: DA1881743X
- Gemeinsame Normdatei: 1190926091
- International Standard Name Identifier: 0000 0000 5343 1577
- Library of Congress Control Number: no2004122064
- Bibliotheek van het Japanse parlement: 001245190
- Nationale Bibliotheek van Israël: 987007350630105171
- SNAC: w65433zp
- Virtual International Authority File: 2190370
- WorldCat: E39PBJvMB676WqvJcf7xt9yWXd

Burnett · McDougall · Bigler · N. Johnson · Weller · Latham · Downey · Stanford · Low · Haight · Booth · Pacheco · Irwin · Perkins · Stoneman · Bartlett · Waterman · Markham · Budd · Gage · Pardee · Gillett · H. Johnson · Stephens · Richardson · Young · Rolph · Merriam · Olson · Warren · Knight · P. Brown · Reagan · J. Brown · Deukmejian · Wilson · Davis · Schwarzenegger · J. Brown · Newsom